# متحف الحياة الريفية الإنجليزية
متحف الحياة الريفية الإنجليزية Museum of English Rural Life المعروف أيضًا باسم MERL، هو متحف ومكتبة وأرشيف مخصص لتسجيل الوجه المتغير للزراعة والريف في إنجلترا. تدير جامعة ريدينج المتحف، ويقع في شارع ريدلاندز في الجزء الخلفي من حرم لندن رود الجامعي بالقرب من مركز ريدينغ في جنوب إنجلترا. كان الموقع يُعرف سابقًا باسم East Thorpe House ثم St. Andrews Hall. إنه متحف معتمد وأرشيف معتمد كما هو معترف به من قبل مجلس الفنون بإنجلترا والمحفوظات الوطنية.

## تاريخه
احتل موقع المتحف في الأصل منزل يُعرف باسم East Thorpe، صممه ألفريد ووترهاوس في عام 1880 لصالح ألفريد بالمر (من مصنعي البسكويت في ريدينغ هانتلي وبالمرز ). كان بالمر من أوائل المستفيدين المهمين لجامعة ريدينغ، وفي عام 1911 تم توسيع شرق ثورب ليصبح قاعة سانت أندروز، وهي قاعة إقامة للنساء الملتحقات بالجامعة.
تأسس المتحف نفسه عام 1951، نتيجة العلاقات الأكاديمية الطويلة للجامعة بالزراعة. جاءت الأشياء التأسيسية للمتحف من مجموعات HJ Massingham و Lavinia Smith. احتلت في الأصل مباني في الحرم الجامعي الرئيسي لجامعة ريدينغ،  وافتتحت للجمهور في عام 1955. أغلقت قاعة سانت أندروز كقاعة إقامة في عام 2001. ثم أعيد تطوير الموقع لاستخدام المتحف، بتكلفة 11 مليون جنيه إسترليني تتقاسمها الجامعة وصندوق يانصيب التراث والتبرعات العامة. تم افتتاح المتحف المعاد تطويره عام 2005 ويحتفظ بمبنى East Thorpe الأصلي، مع إضافة مبنى جديد مجاور. يطل المبنيان المتناقضان على الحدائق التي تم ترميمها، مما يوفر بيئة لمجموعة ريفية في بيئة حضرية.
خضع المتحف لفترة إعادة تطوير إضافية من 2013  –  2016، بتمويل من صندوق اليانصيب التراث، صندوق ويلكوم ترست، وجامعة ريدينغ. أعيد افتتاح المتحف رسميًا في 22 أكتوبر 2016 بعشرة صالات عرض جديدة، بما في ذلك معرض مخصص للأعمال الفنية لـ Ladybird Books أقامته مجموعات جامعة القراءة الخاصة. في فبراير 2019 تم العثور على خفاش في مباني المتحف. أطلق المتحف على الخفاش اسم MERLin وأصدر له بطاقة مكتبة.

## المجموعات
يضم المتحف مجموعات محددة ذات أهمية وطنية تغطي مجموعة كاملة من الأشياء والمحفوظات والصور والأفلام والكتب. إنه أيضًا موقع أرشيف المجموعات الخاصة بجامعة ريدينغ، والذي يضم مئات المجموعات من الكتب النادرة والمخطوطات والمخطوطات المطبوعة وغيرها من الأشياء ذات الأهمية. تحتوي المجموعات على أكثر من 25000 قطعة، جميعها معروضة تقريبًا، والتي توفر سجلاً ماديًا لريف إنجلترا يغطي 1750 حتى يومنا هذا. يهتم بمجموعة من صور الماشية، تمثيلات الحياة الريفية، الأدوات اليدوية الزراعية، المحاريث، الآلات الزراعية، آلات الخياطة وغيرها من المعدات. يحتوي المتحف على مكتبة متخصصة ويضم مجموعات أخرى بما في ذلك مكتبة جمعية تاريخ الأدوات والحرف.

## معرض الصور

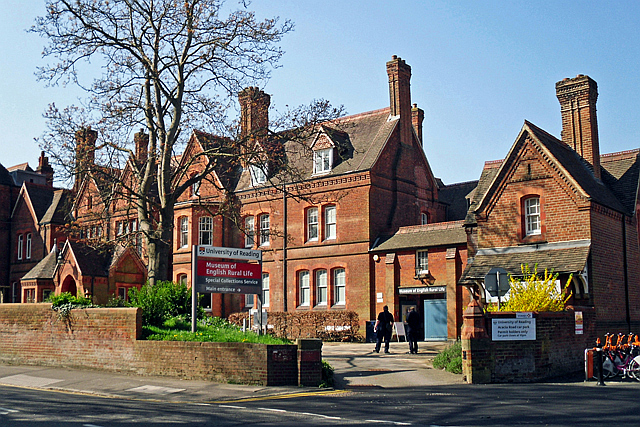
المدخل
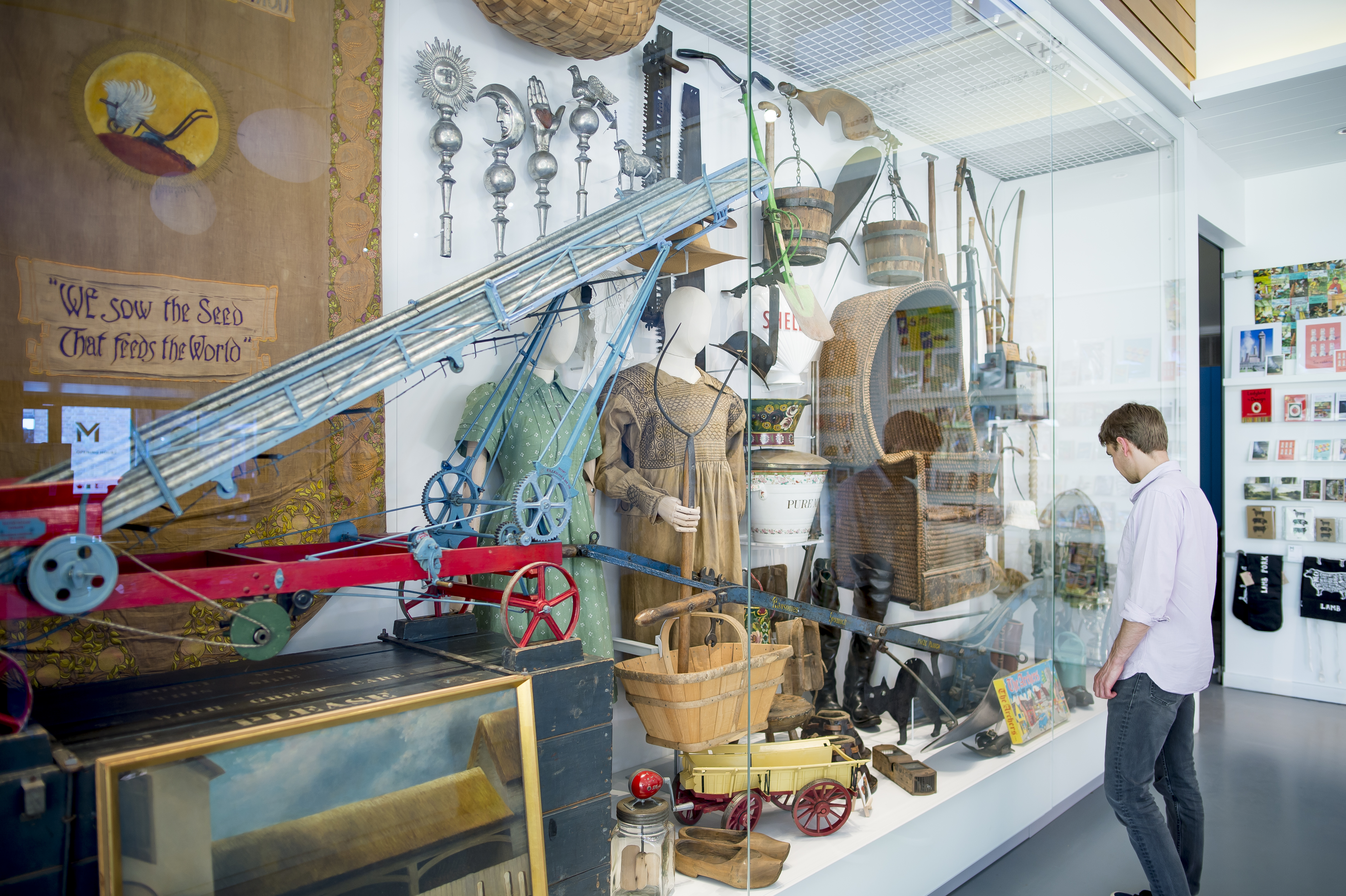
حالة الترحيب
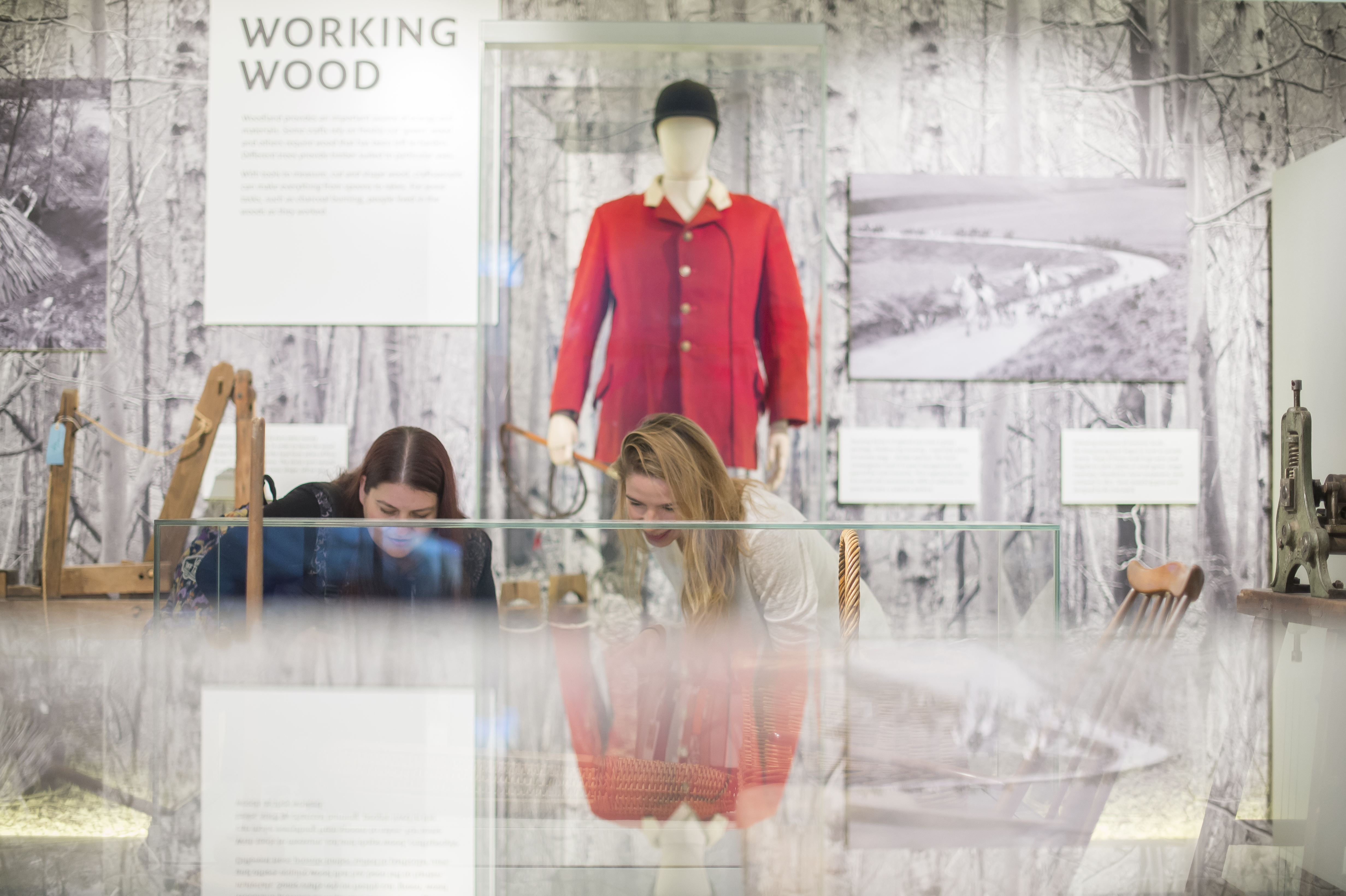
تفاصيل معرض صنع الريف الإنجليزي
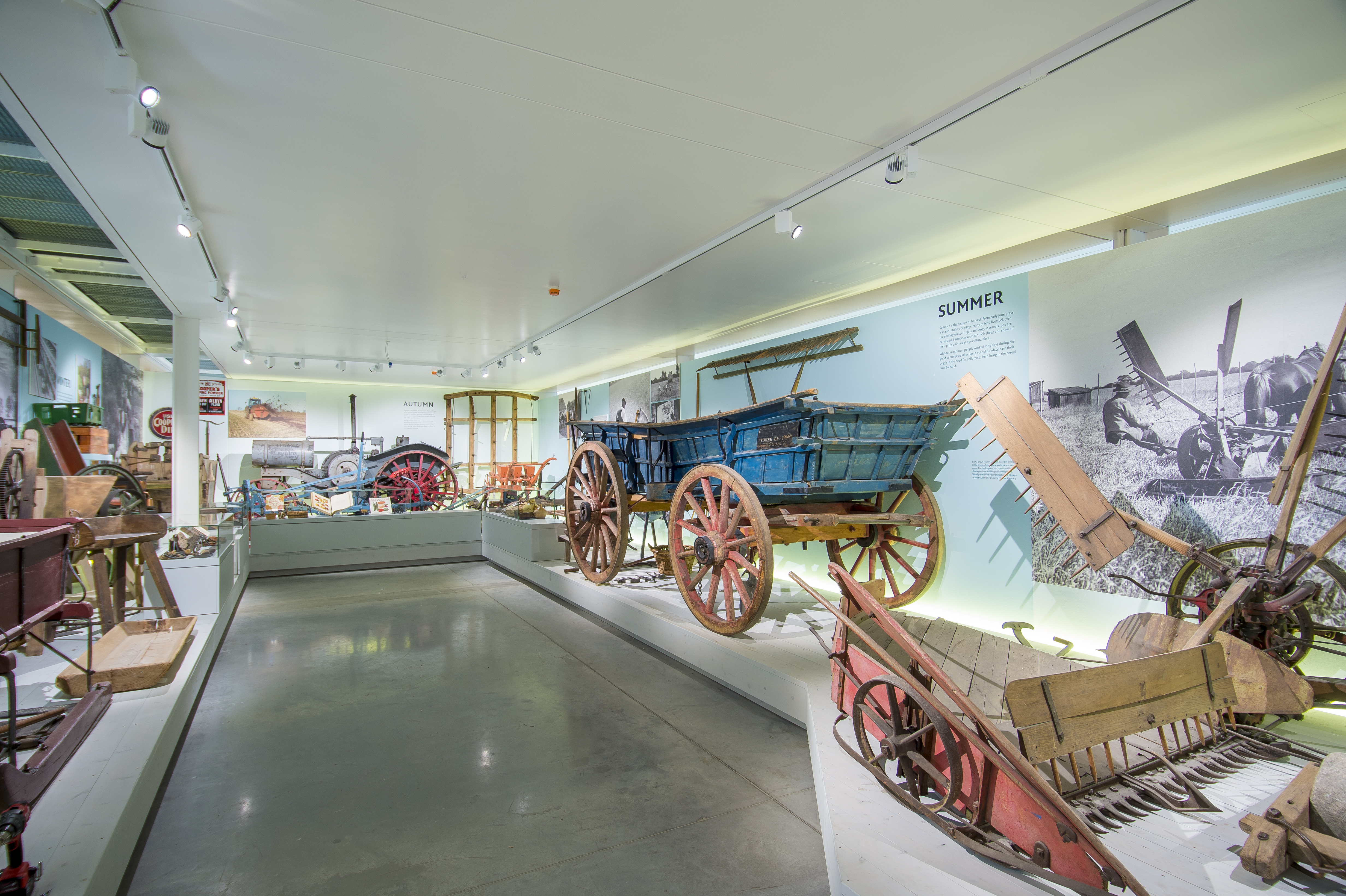
عام في معرض المزرعة
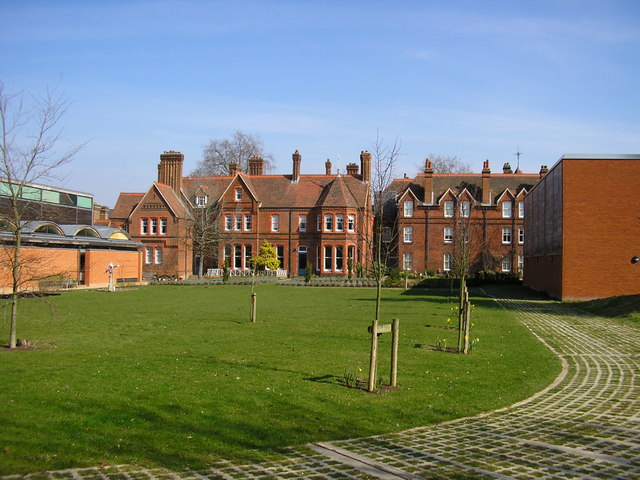
الحديقة الخلفية ، مع منزل East Thorpe الأصلي في الوسط
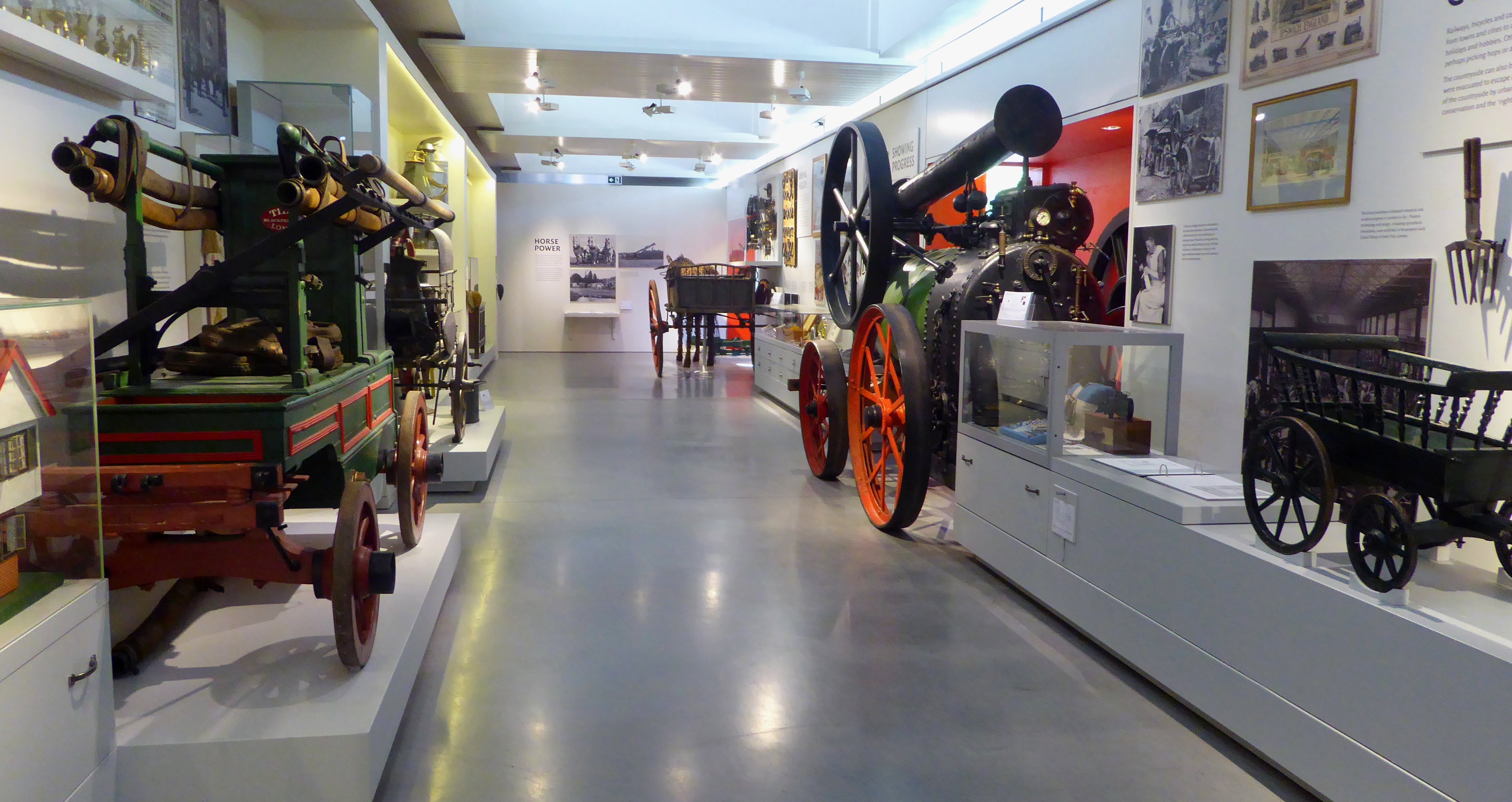
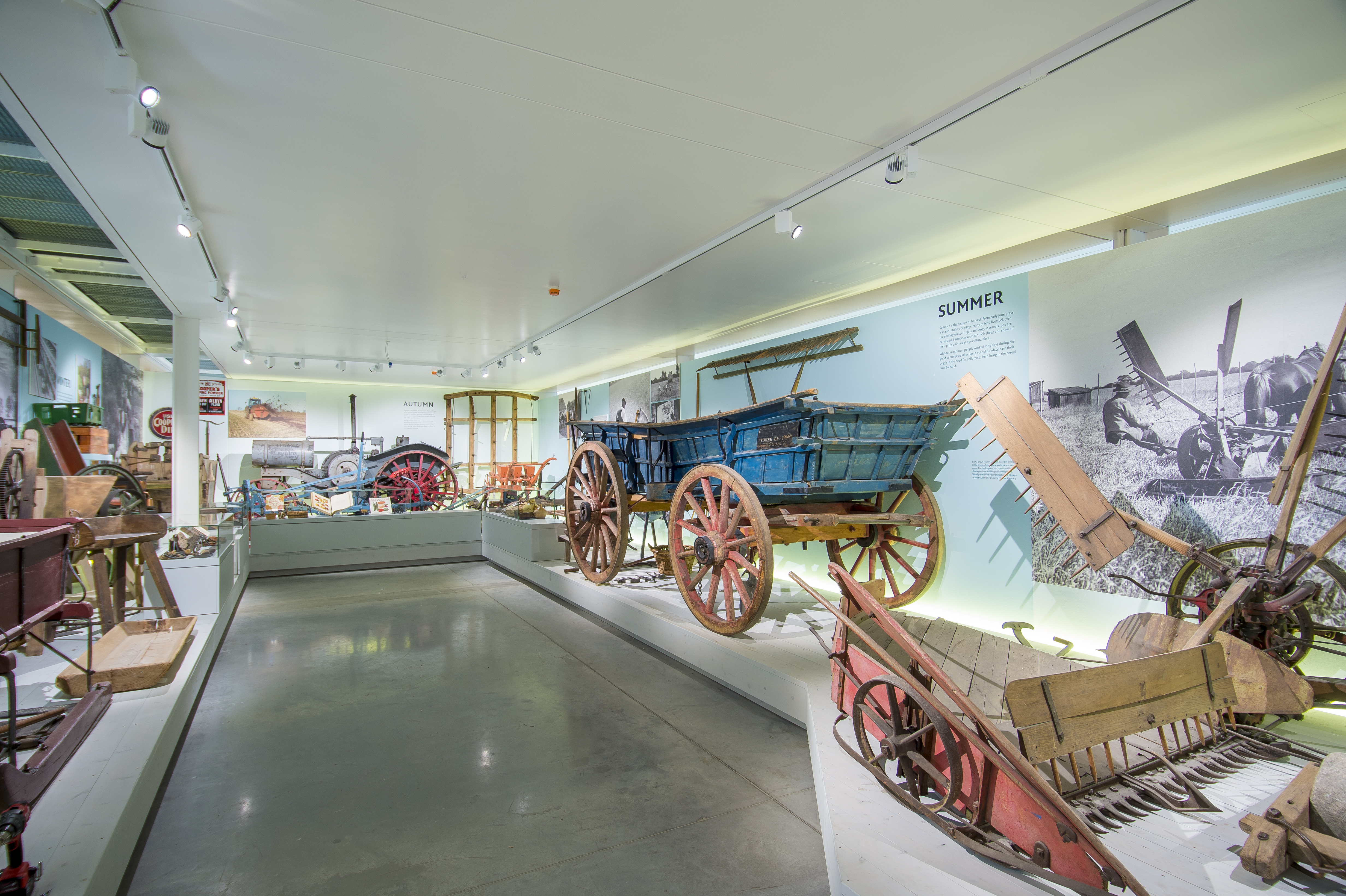
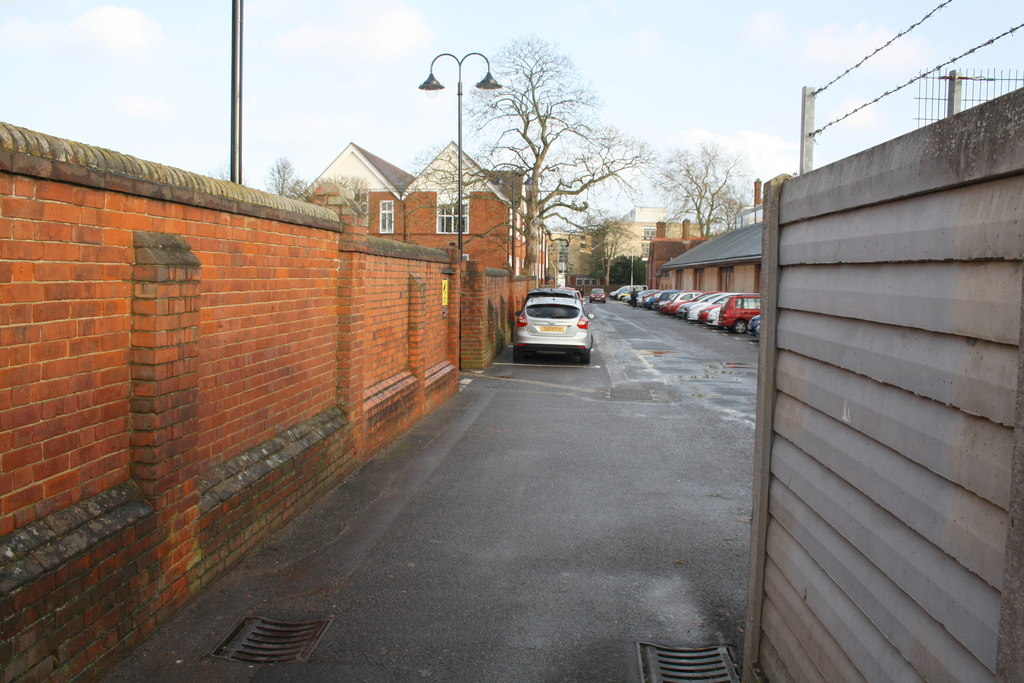

## روابط خارجية
- الموقع الرسمي